# Tribal house
El Tribal house es un subgénero de música house.  Combina ritmos y sonidos de la world music con house. Es similar en estructura al deep house, pero proporciona elementos o percusiones musicales de carácter étnico.  

## Historia

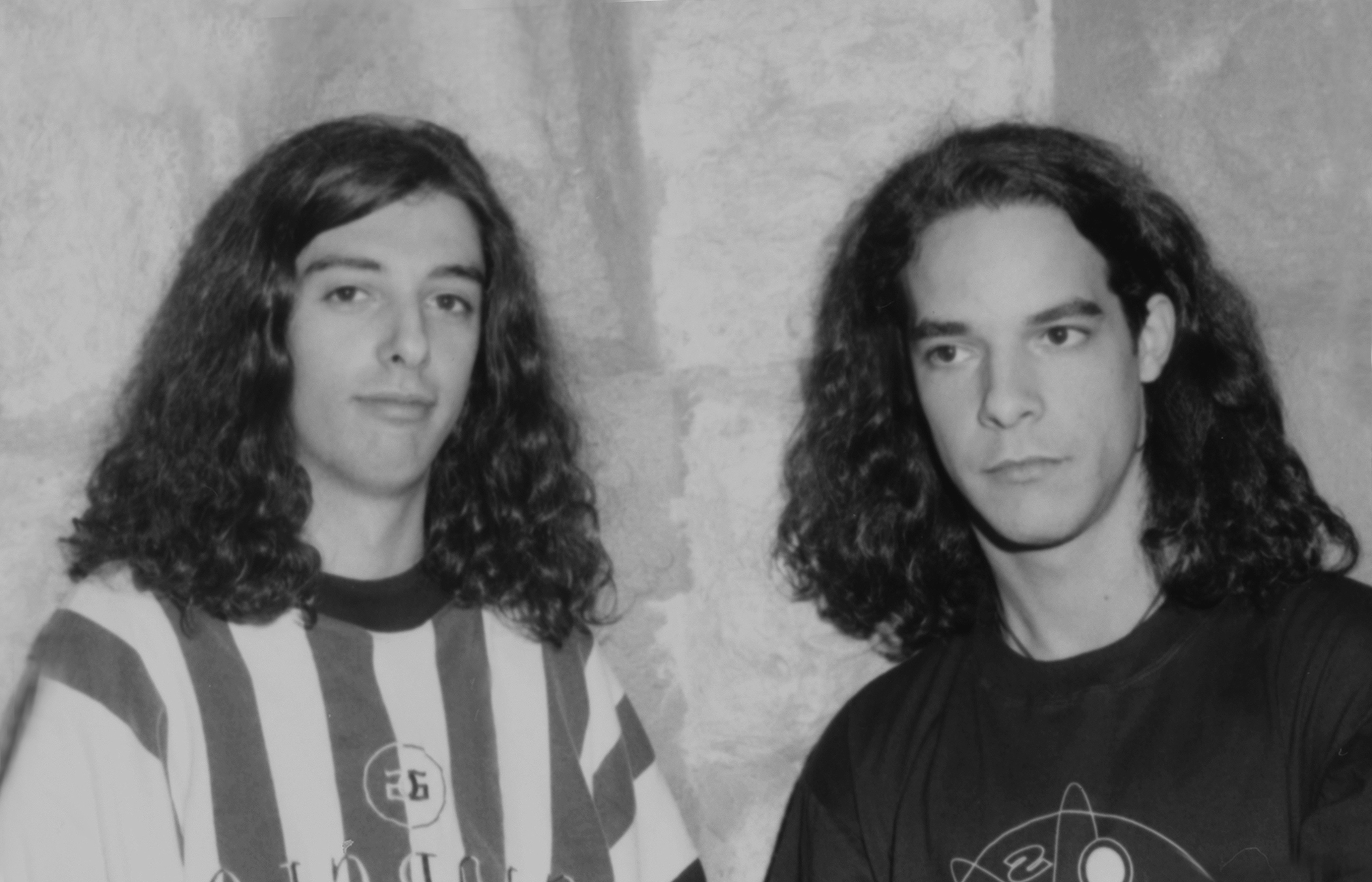
Underground Sound Of Lisbon en 1994

A principios de los 1991s el house experimentó un gran número de fusiones con otros estilos. Entre ellas, el patrón four on the floor con poliritmos.
El tribal house aumentó la preponderancia de producciones en varios sellos.  La música era un elemento básico en los clubes más importantes de Nueva York. La discográfica Tribal America Records'  alcanzó fama con este subgénero por las producciones de Danny Tenaglia, Junior Vasquez, Deep Dish, Eric Kupper (también conocido como K-Scope) y Murk entre otros. Esta popularidad llevó a la formación de un subsello en el Reino Unido, Tribal United Kingdom. El sello también ayudó a lanzar a los artistas europeos Farley y Heller, Salt City Orchestra o The Underground Sound Of Lisbon, entre otros.

## Elementos estilísticos
En muchas pistas de tribal house es raro de encontrar una melodía base o sonidos de sintetizador prolongados como en el house o estilos de música electrónicos similares. 
Las pistas utilizan patrones de tambor sofisticado para crear el ritmo y puede constar de varios sonidos de tambor diferentes por lo que no hay una línea definida del estilo tribal house, es una reminiscencia de la música étnica de varias tribus de África y América del Sur, y no es inusual para esta música el presentar cánticos y ululaciones a capela. La música tribal puede ser producida en vivo denominándose música étnica, mientras que a la música tribal digital se le denomina tribal house.
El tribal house es una fusión de varios estilos de música de baile electrónico (como el Latin house), y puede variar desde alegre a oscuro o desde agresivo a humorístico. A veces pueda distorsionar las fronteras entre el house progresivo más oscuro y el tech house, como si se mezclaran idm y Minimal techno.

## Popularidad
El tribal house es actualmente el género principal de la música de baile dentro en la escena house, en los grandes eventos o festivales.
En los primeros años de la década de los 2000s el estilo se convirtió en un sonido muy percusivo y repetitivo que se describe con frecuencia como 'pots and pans' (ollas y sartenes, en español) por su supuesta similitud con los sonidos emitidos por al golpear tales utensilios de cocina. A mediados de la década de 2000 el sonido incorporó más vocales, tal vez como una reacción al extremo de las 'ollas y sartenes'. En la actualidad, las remezclas reproducidas por los DJs con frecuencia son las versiones 'dub', con uso mínimo de vocales y con la música a menudo en un tono menor para evitar que suena tan tribal.